# Estádio D. Afonso Henriques
O Estádio D. Afonso Henriques é um estádio de futebol localizado na cidade de Guimarães, Portugal, sendo propriedade do Vitória Sport Clube, onde a equipa principal disputa os seus jogos em casa. Inicialmente construído em 1965 e posteriormente expandido e remodelado para o Euro 2004 tem capacidade para 30 029 lugares sentados.
A cerimónia inaugural do remodelado estádio foi a  25 de Julho de 2003, momento em que a Câmara Municipal de Guimarães fez a entrega da obra ao Vitória SC, o "Estádio D. Afonso Henriques", perante cerca de 29 865 espectadores.
O estádio é composto por quatro bancadas com a Topo Sul independente das restantes e com um formato retangular a encontra-se totalmente coberta, sendo que as restantes estão apenas parcialmente cobertas, nomeadamente os setores superiores. Todas as bancadas foram construídas em betão armado, com diferentes capacidades e cada uma delas encontra-se provida apenas de lugares sentados. Todas as bancadas dividem-se em dois sectores: superior e inferior.

## História
Depois do Campo da Atouguia, do José Minotes, da Perdiz, do Benlhevai e do Campo da Amorosa, o Vitória tinha nova casa. Em 1962 é lançado um novo concurso para a criação de uma nova bancada no recinto pouco tempo depois, cerca de 2 anos, a Federação Portuguesa de Futebol entrega 200 contos para a colocação de relva no estádio. Por imposição da Federação, que exigiu que todos os clubes da primeira divisão, jogassem em campo relvado, foi então a 3 de Janeiro de 1965 que apesar de as obras ainda não estarem concluídas assistiu-se com pompa e circunstância à cerimónia inaugural do Estádio Municipal de Guimarães, de autoria do arquiteto Mário Bonito.
Situado no coração da cidade, foi o primeiro estádio do Vitória SC, construído de forma a substituir o antigo "Campo da Amorosa" (Demolido) que foi a casa do clube durante cerca de 20 anos. Com capacidade para cerca de 15 mil lugares sentados o projeto custou cerca de 8 500 contos. O jogo inaugural do novo palco opôs o Vitória SC e Os Belenenses para a I divisão portuguesa, em que a equipa Vitoriana venceu por 2–1. Aos 9 minutos de jogo, o vimaranense Albertino Castro, jogador formado nas escolas do clube, marcou o primeiro golo no novo palco. Inácio, já na reta final da partida, fez o golo do triunfo vitoriano.

### 1.ª Expansão
O estádio que era propriedade da Câmara Municipal de Guimarães viu em Assembleia Municipal, a 27 de Dezembro de 1989, votava favoravelmente a proposta para a cedência do Estádio Municipal de Guimarães ao clube da cidade, o Vitória Sport Clube. Assim, por escritura pública celebrada em 21 de Setembro de 1990 a Câmara, através do seu presidente, declarou alienar pelo preço de 1 milhão de escudos, isto é 1 000 contos a ser pago pelo Vitória.
Por ocasião da organização do Campeonato Mundial de Futebol Sub-20 de 1991, em Portugal, o recinto foi um dos estádios escolhidos para receber os jogos do torneio e o estádio teve a sua primeira grande remodelação, com a construção e ampliação da bancada Norte e parte da Nascente.
A 30 de Setembro de 1995, foi aprovada em Assembleia Geral uma proposta de metodologia para escolha do novo nome do Estádio. Os sócios votaram entre duas propostas, "Afonso Henriques" e "Vitória Sport Clube". Numa primeira fase do processo também foram propostos os nomes de Estádio da Amorosa e José Maria Castro Rodrigues, posteriormente descartados. Venceu com 453 votos, contra 358, a proposta com o nome D. Afonso Henriques em homenagem a D. Afonso I, primeiro Rei e fundador de Portugal.

### 2.ª Expansão

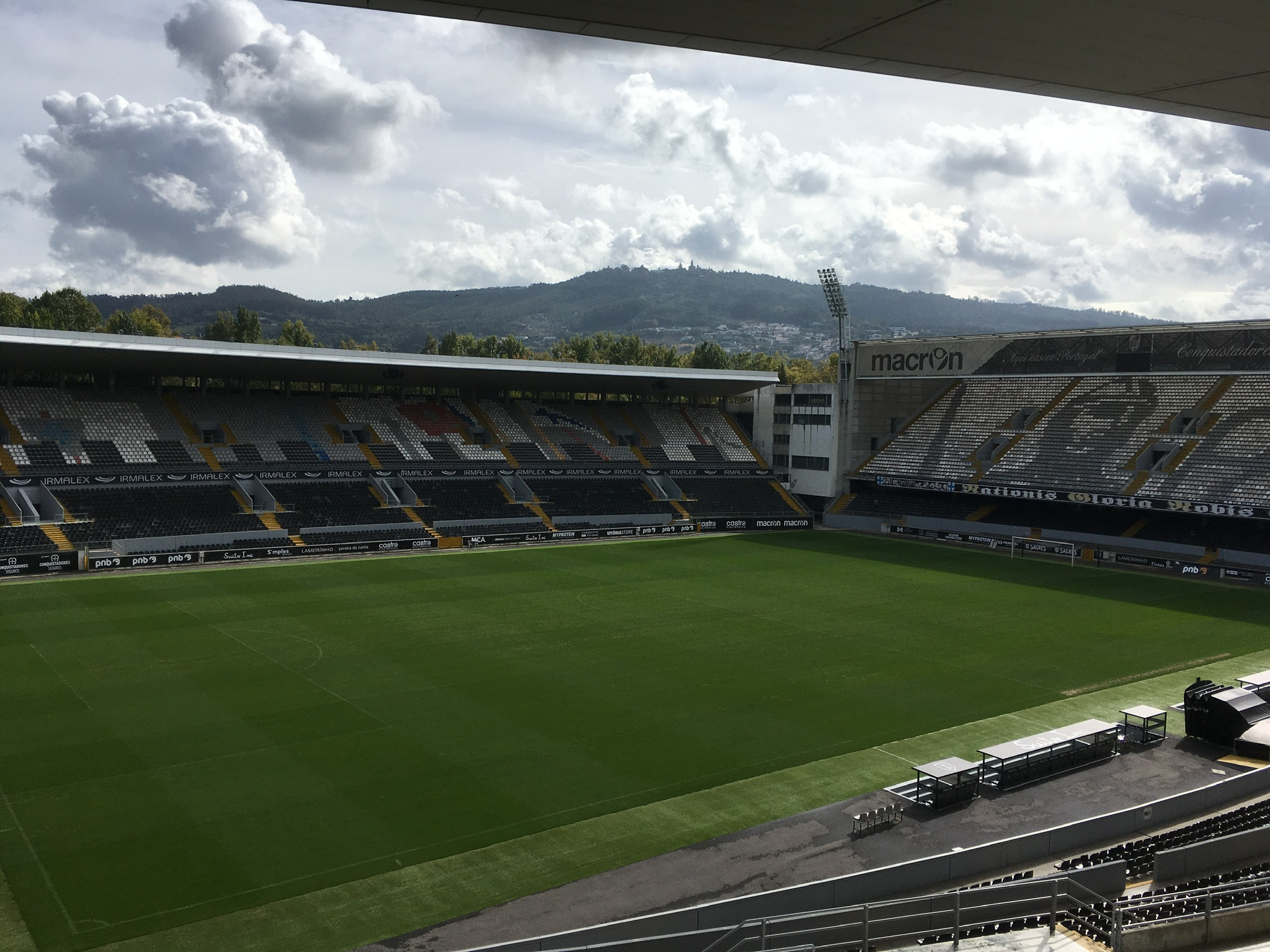
Interior do estádio em 2018

No ano de 1998 a candidatura de Guimarães seria escolhida como sede para receber o Euro 2004 e na sequência a Câmara e o Vitória assinaram um Contrato-Programa de Desenvolvimento Desportivo com vista à sua reformulação. Assim, entre 11-03-2002 e 25-07-2003 o Estádio D. Afonso Henriques sofreu profundas obras de remodelação que o tornaram num palco de excelência para jogos de futebol, de forma a ter as melhores condições para acolher as partidas. As bancadas e outras áreas que servem o público, a comunicação social e as equipas foram remodeladas de forma a acomodarem 30 mil espectadores.
O estádio é obra de um arquiteto da terra, Eduardo Guimarães, que fechou o estádio com a nova bancada sul que da rua se assemelha a de um edifício dando uma homogeneidade entre as ruas e o estádio com uma envolvente verde com espaços de estar e lazer e boas acessibilidades, tornando-o num dos estádios mais funcionais e acessíveis de todo o país.
A autarquia assumiu o custo total das obras de renovação do estádio, envolvente e acessibilidades num total de cerca de 34 milhões de euros, sendo o mais barato entre os 10 recintos envolvidos, além de não sofrer derrapagens.
O "layout" de cadeiras dispostas nas bancadas vai levar os adeptos a imaginar um torneio medieval. No topo Sul está desenhado D. Afonso Henriques, nas restantes veem-se bandeiras coloridas. Nas casas de banho e bares, os azulejos das paredes estão decorados com o Castelo de Guimarães, escudos, capacetes, espadas e ainda um esboço da maqueta do estádio. A inauguração do novo palco teve lugar a 25 de Julho de 2003, com a cerimónia inaugural, momento em que a Câmara Municipal de Guimarães fez a entrega da obra ao Vitória Sport Clube, ainda sob a presidência de Pimenta Machado, já com a nova designação “Estádio D. Afonso Henriques”. Os vimaranenses encheram totalmente as bancadas do novo D. Afonso Henriques (cerca de 29 865) e assistiram a um espetáculo multimédia, seguido do jogo entre o Vitória SC e o 1. FC Kaiserslautern, que os vimaranenses venceram por expressivos 4–1. Marcaram Afonso Martins (que estreou o novo recinto), Nuno Assis, Rubens Júnior e Guga.
O estádio completou 50 anos de existência em 2015. Santuário do Futebol, palco de emoções fortes o estádio que é casa do Vitória Sport Clube, reflete também a quase veneração que o Rei D. Afonso Henriques merece no clube que o adoptou para ser o seu símbolo.
O recinto foi em 2019 escolhido para acolher dois jogos da primeira edição da recém-criada Liga das Nações da UEFA. A Câmara Municipal de Guimarães atribuiu ao Vitória um subsídio extraordinário de 88 500 euros para a realização de várias intervenções de melhoramento no Estádio D. Afonso Henriques, as obras visaram melhorar as fachadas do estádio, com a substituição de estruturas nas fachadas das bancadas Poente e Norte e a instalação de dois ecrãs gigantes com tamanho superior e dotados de tecnologia de ponta.
Já em 2021 o Vitória SC anunciou em nota publicada no sítio oficial que "já se iniciou o processo com vista à substituição das cadeiras existentes por cadeiras rebatíveis" de forma faseada em todo o anfiteatro. O clube minhoto anunciou também que está em curso a "instalação da chamada caixa de segurança do sector visitante", correspondente à bancada norte inferior, com cerca de 1.500 lugares, o que vai libertar a bancada norte superior "em exclusivo para sócios e adeptos" vitorianos.
Em 2023, o Vitória SC assinou um contrato com Sustainable Energy Systems (SES) para a criação de uma comunidade de produção de energia e sua exploração durante 15 anos, podendo o Vitória ficar com “a propriedade do projeto” após expirado esse prazo ou “antes”, se assim o entender. Com um investimento global de 800 mil euros sendo inteiramente suportado e desenvolvido pela SES, o projeto reúne 1.900 painéis solares instalados na cobertura do estádio e na academia do vitória, e conta com uma potência de 1 megawatt capaz de assegurar 45% das necessidades energéticas do estádio vitoriano e de proporcionar uma redução de até 30% na fatura energética de cerca de 350 famílias vimaranenses reduzindo a emissão em cerca de 654 toneladas de CO2, o equivalente a plantar 4.575 árvores.

## Eventos Musicais
O maior evento musical que este palco recebeu foi a 1.º edição do North Music Festival nos dias 2 e 3 de Junho de 2017. Este Festival Urbano Português foi composto por artistas portugueses entre eles Salvador Sobral que tinha vencido o Festival Eurovisão da Canção 2017. O evento contou com público total de cerca de 16 mil pessoas.

## Eventos Desportivos

### Seleção Nacional de Portugal
| # | Data       | Resultado | Oponente   | Oponente   | Competição                                                 | Espectadores |
| - | ---------- | --------- | ---------- | ---------- | ---------------------------------------------------------- | ------------ |
| 1 | 16/02/1983 | 0–3       | França     | França     | Partida amistosa                                           | 9 000        |
| 2 | 26/03/1999 | 7–0       | Azerbaijão | Azerbeijão | Qualificações para o Campeonato Europeu de Futebol de 2000 | 14 650       |
| 3 | 06/09/2003 | 0–3       | Espanha    | Espanha    | Partida amistosa                                           | 21 176       |
| 4 | 14/10/2009 | 4–0       | Malta      | Malta      | Eliminatórias da Copa do Mundo FIFA de 2010 - Europa       | 29 350       |
| 5 | 03/09/2010 | 4–4       | Chipre     | Chipre     | Qualificações para o Campeonato Europeu de Futebol de 2012 | 9 100        |
| 6 | 06/02/2013 | 2–3       | Equador    | Equador    | Partida amistosa                                           | 20 286       |
| 7 | 20/11/2018 | 1–1       | Polónia    | Polónia    | Liga das Nações da UEFA de 2018–19                         | 29 917       |
| 8 | 21/03/2024 | 5–2       | Suécia     | Suécia     | Partida amistosa                                           | 27 532       |

### Seleção Nacional Feminina de Portugal
| # | Data       | Resultado | Oponente      | Oponente      | Competição       | Espectadores |
| - | ---------- | --------- | ------------- | ------------- | ---------------- | ------------ |
| 1 | 07/04/2023 | 1–2       | Japão         | Japão         | Partida amistosa | 9 758        |
| 2 | 11/04/2023 | 1–1       | País de Gales | País de Gales | Partida amistosa | 11 055       |

### Campeonato Mundial de Futebol Sub-20 de 1991
O primeiro torneio internacional que o D. Afonso Henriques acolheu, foi o Campeonato Mundial de Futebol Sub-20 de 1991, no qual recebeu 3 jogos a contar para a Fase de grupos do Grupo C e um jogo da meia final.
| Data          | Resultados        | Resultados | Resultados      | Ronda     | Espectadores |
| ------------- | ----------------- | ---------- | --------------- | --------- | ------------ |
| 16 Junho 1991 | Egito             | 0–1        | União Soviética | Grupo C   | 5 680        |
| 20 Junho 1991 | Austrália         | 1–0        | Egito           | Grupo C   | 8 800        |
| 20 Junho 1991 | Trinidad e Tobago | 0–4        | União Soviética | Grupo C   | 8 800        |
| 26 Junho 1991 | Brasil            | 3–0        | União Soviética | Semifinal | 22 000       |

### Campeonato Europeu de Futebol de 2004
O Estádio D. Afonso Henriques recebeu dois jogos da fase de grupos da UEFA Euro 2004. Entre eles o jogo de abertura e o último jogo do Grupo C, que viria a confirmar a eliminação da Itália na Fase de Grupos. 
| Data          | Resultados | Resultados | Resultados | Ronda   | Espectadores |
| ------------- | ---------- | ---------- | ---------- | ------- | ------------ |
| 14 Junho 2004 | Dinamarca  | 0–0        | Itália     | Grupo C | 29 595       |
| 22 Junho 2004 | Itália     | 2–1        | Bulgária   | Grupo C | 19 242       |

### Campeonato Europeu de Futebol Sub-21 de 2006
Foi também palco de dois jogos do Grupo A da fase final do Euro 2006 sub-21, que se realizara no Norte de Portugal.
| Data         | Resultados | Resultados | Resultados | Ronda   | Espectadores |
| ------------ | ---------- | ---------- | ---------- | ------- | ------------ |
| 25 Maio 2006 | França     | 3–0        | Alemanha   | Grupo A | 8 023        |
| 28 Maio 2006 | Alemanha   | 0–1        | Portugal   | Grupo A | 28 174       |

### Liga das Nações da UEFA de 2018–19
Em 2018 acolheu o encontro entre Portugal x Polónia, referente ao último jogo do Grupo 3 da Liga A da primeira edição da Liga das Nações da UEFA de 2018–19. No ano seguinte serviu de palco para dois jogos da Fase Final da mesma competição.
| Data         | Resultados    | Resultados        | Resultados | Ronda             | Espectadores |
| ------------ | ------------- | ----------------- | ---------- | ----------------- | ------------ |
| 6 Junho 2019 | Países Baixos | 3–1 (pro)         | Inglaterra | Semifinal         | 25 711       |
| 9 Junho 2019 | Suíça         | 0–0 (pro) (5–6 p) | Inglaterra | Play Off 3º lugar | 15 742       |

## Assistências no D. Afonso Henriques

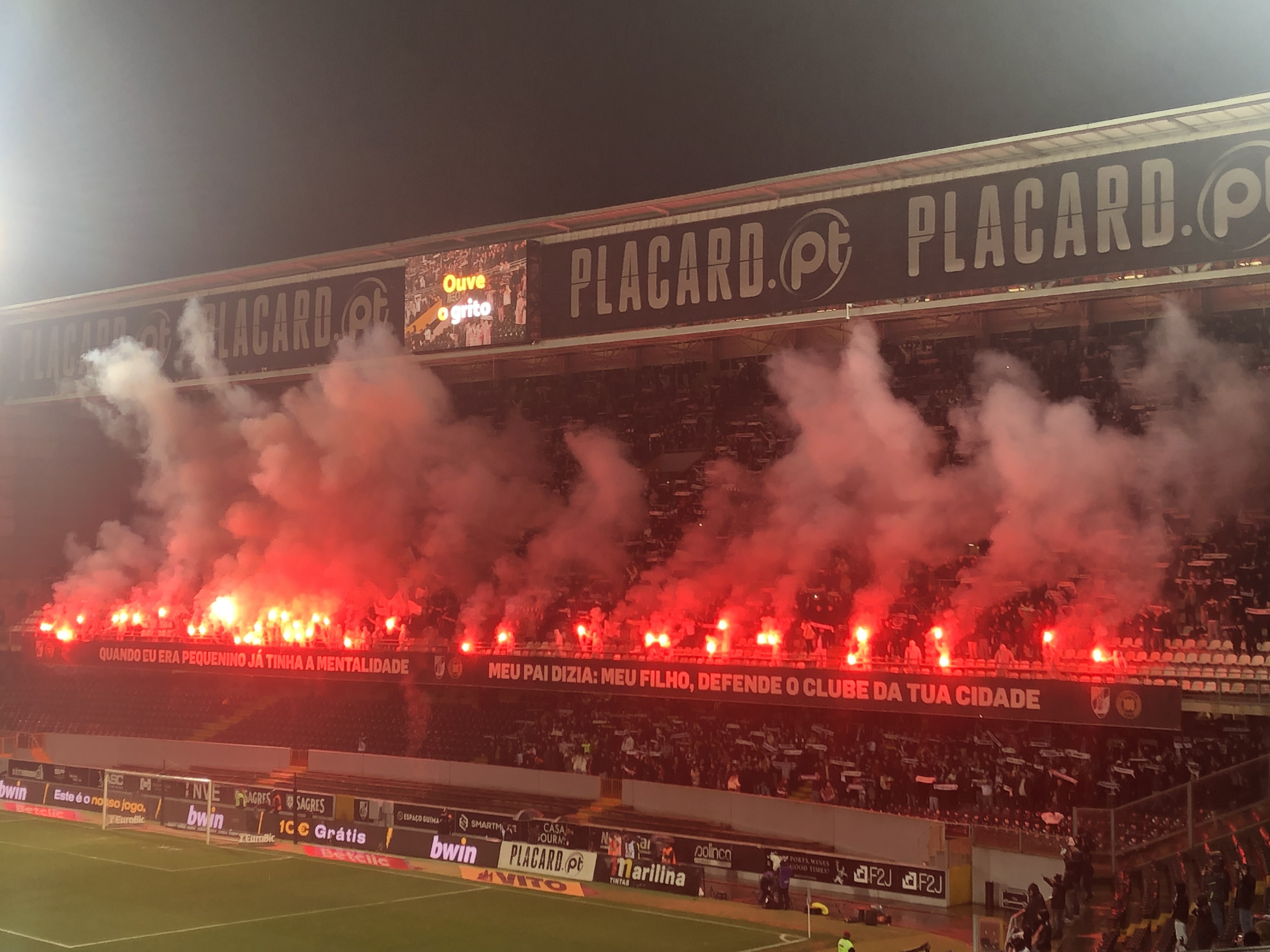
Ultras do Vitória num jogo contra o Benfica a 11 de fevereiro de 2024.

Ao longo dos anos o Vitória de Guimarães tem sido o quarto clube com mais espectadores nos jogos, atrás apenas dos três maiores clubes portugueses Benfica, Porto e Sporting. Manteve essa posição até à época 2009/10 de forma contínua, sendo a única excepção as épocas de 2010/11 e de 2011/12 onde foi o 5º.
Desde a época 2012/13 em diante, volta a retomar o quarto lugar tendo até distanciando dos outros clubes de forma notável, demonstrando e confirmando que é o 4º clube com mais associados e melhor assistências em Portugal. Tem sempre boas assistências quer seja na Primeira Liga, na Taça da Liga, na Taça de Portugal, na Supertaça Cândido de Oliveira e até mesmo nas Competições da UEFA tais como a Liga Europa e a Liga Conferência.

### Assistência Média Anual (Primeira Liga Portuguesa)
Dados de 1984/85 a 2008/09 e Dados desde 2009/10
| Antes da Remodelação do Estádio | Antes da Remodelação do Estádio | Antes da Remodelação do Estádio | Antes da Remodelação do Estádio |
| Época                           | Assistência                     | Época                           | Assistência                     |
| ------------------------------- | ------------------------------- | ------------------------------- | ------------------------------- |
| 1983/84                         | -                               | 1993/94                         | 8.735                           |
| 1984/85                         | 14.133                          | 1994/95                         | 10.235                          |
| 1985/86                         | 17.333                          | 1995/96                         | 7.412                           |
| 1986/87                         | 20.667                          | 1996/97                         | 9.029                           |
| 1987/88                         | 15.842                          | 1997/98                         | 9.353                           |
| 1988/89                         | 17.000                          | 1998/99                         | 6.676                           |
| 1989/90                         | 15.412                          | 1999/00                         | 8.635                           |
| 1990/91                         | 10.105                          | 2000/01                         | 7.822                           |
| 1991/92                         | 13.176                          | 2001/02                         | 8.155                           |
| 1992/93                         | 9.118                           | 2002/03                         | 4.729                           |

| Após Remodelação do Estádio D. Afonso Henriques | Após Remodelação do Estádio D. Afonso Henriques | Após Remodelação do Estádio D. Afonso Henriques | Após Remodelação do Estádio D. Afonso Henriques | Após Remodelação do Estádio D. Afonso Henriques | Após Remodelação do Estádio D. Afonso Henriques |
| Época                                           | Assistência                                     | Época                                           | Assistência                                     | Época                                           | Assistência                                     |
| ----------------------------------------------- | ----------------------------------------------- | ----------------------------------------------- | ----------------------------------------------- | ----------------------------------------------- | ----------------------------------------------- |
| 2003/04                                         | 10.728                                          | 2013/14                                         | 11.194                                          | 2023/24                                         | 17.388                                          |
| 2004/05                                         | 15.199                                          | 2014/15                                         | 15.906                                          | 2024/25                                         | 18.447                                          |
| 2005/06                                         | 15.979                                          | 2015/16                                         | 12.422                                          | 2025/26                                         | -                                               |
| 2006/07                                         | 16.796                                          | 2016/17                                         | 18.756                                          | 2026/27                                         | -                                               |
| 2007/08                                         | 19.578                                          | 2017/18                                         | 16.015                                          | 2027/28                                         | -                                               |
| 2008/09                                         | 16.579                                          | 2018/19                                         | 18.249                                          | 2028/29                                         | -                                               |
| 2009/10                                         | 15.884                                          | 2019/20                                         | 16.910                                          | 2029/30                                         | -                                               |
| 2010/11                                         | 13.949                                          | 2020/21                                         | 0                                               | 2030/31                                         | -                                               |
| 2011/12                                         | 12.078                                          | 2021/22                                         | 10.768                                          | 2031/32                                         | -                                               |
| 2012/13                                         | 12.253                                          | 2022/23                                         | 16.116                                          | 2032/33                                         | -                                               |

## Incidentes
O estádio assistiu ao último sorriso antes do colapso do jogador do SL Benfica, Miklós Fehér. Isto ocorreu durante um jogo do campeonato entre o Vitória de Guimarães e o Benfica, a 25 de Janeiro de 2004. No final da segunda parte, Fehér recebeu um cartão amarelo pouco depois de entrar como suplente. Ele então desmaiou e teve uma paragem cardíaca, morrendo mais tarde no hospital. Sempre que o Benfica joga em Guimarães, há uma cerimónia em memória do local onde Fehér desmaiou.